# Ministerio de Salud (Brasil)
El Ministerio de Salud de Brasil (en portugués, Ministério da Saúde), sigla MS, es el máximo órgano de la Administración Federal encargado de la Salud pública y de su mantenimiento en el país. El 17 de abril de 2020, fue nombrado ministro de Salud en el gobierno de Jair Bolsonaro el oncólogo Nelson Teich y renunció el 15 de mayo de 2020. El 23 de marzo de 2021 fue nombrado para el cargo el cardiólogo Marcelo Queiroga.

## Historia
El primer ministerio de la Salud, con acciones concretas en el área de la salud pública fue creado en 1930, en el Gobierno de Getúlio Vargas. Recibía el nombre de Ministerio de los Negocios de la Educación y Salud Pública. En 1937 pasó a llamarse Ministerio de la Educación y Salud. El 25 de julio de 1953 fue llamado definitivamente Ministerio de Salud.

## Campañas
Desde su creación, el ministerio de Salud ha promovido importantes campañas para la mejora de la salud pública. Si bien es cierto que finales del siglo XX, las campañas aumentaron en número y en recursos para conmover las conciencias ciudadanas. Por ejemplo, en julio de 2016 el ministerio de Salud lanzó la campaña #CloseCerto, dirigida a los jóvenes y utilizando básicamente las redes sociales e internet. La misión de la campaña era alertar del peligro del VIH: 

“Nos últimos 10 anos, a epidemia de Aids tem avançado no público jovem. #CloseCerto #MS”.

## Unidades vinculadas
- Agencia Nacional de Vigilancia Sanitaria (Anvisa)
- Agencia Nacional de Salud Suplementaria (ANS)
- Empresa Brasileña de Hemoderivados y Biotecnología (Hemobrás)
- Fundación Nacional de Salud (Funasa)
- Fundación Oswaldo Cruz (Fiocruz)
- Instituto Nacional de Traumatología y Ortopedia (Into)
- Instituto Nacional de Cáncer (Inca)
- Instituto Nacional de Cardiología (INC)